# Antikuna cernickai
Espèce
Antikuna cernickai est une espèce d'araignées mygalomorphes de la famille des Theraphosidae.

## Distribution
Cette espèce est endémique de la région de Huancavelica au Pérou,. Elle se rencontre vers Pampas.

## Description
Le mâle holotype mesure 19,90 mm et la femelle paratype 18,86 mm.

## Étymologie
Cette espèce est nommée en l'honneur de M. Černička.

## Publication originale
- Kaderka, Ferretti, Hüsser, Lüddecke & West, 2021 : « Antikuna, a new genus with seven new species from Peru (Araneae: Theraphosidae: Theraphosinae) and the highest altitude record for the family. » Journal of Natural History, vol. 55, no 21/22, p. 1335-1402.